# 1944 في بيرو
فيما يلي قوائم الأحداث التي وقعت خلال عام 1944 في بيرو.

## رياضة
- 1 يناير – دوري الدرجة الثانية البيروفي 1944 الفائز Ciclista Lima Association [الإنجليزية]‏.

## مواليد

### فبراير
- 12 فبراير – بيدرو باريتو

### مايو
- 20 مايو – فلاديميرو مونتيسينوس سياسي بيروفي.

### أغسطس
- 12 أغسطس – نيل بلفور سياسي بريطاني.

### نوفمبر
- 10 نوفمبر – جون ديفيد سبينس طبيب كندي.
- 11 نوفمبر – راؤول دوارتي لاعب كرة سلة بيروفي.

### ديسمبر
- 12 ديسمبر – أليكس أكونا موسيقي بيروفي.

## وفيات

### أبريل
- 11 أبريل – أليخاندرو فيلانويفا (مواليد 1908) لاعب كرة قدم بيروفي.

### نوفمبر
- 2 نوفمبر – خوسيه موراليس (مواليد 1909) لاعب كرة قدم بيروفي.